# 巌窟王〜モンテ・クリスト伯
『巌窟王〜モンテ・クリスト伯』（がんくつおう モンテ・クリストはく、仏: Le Comte de Monte-Cristo）は、フランスのTF1で1998年に制作されたテレビドラマのシリーズである。アレクサンドル・デュマ・ペールの『モンテ・クリスト伯』のドラマ化作品で、主演はジェラール・ドパルデュー。
日本ではNHKにおいて日本語版が製作され、1998年にNHK-BSで初放送された。後にDVD化された際には「巌窟王」のメインタイトルが廃され、「モンテ・クリスト伯」のタイトルとなっている。

## 概要
フランスで総製作費20億円を投入して制作された。原作に比較的に忠実に制作されているが、原作のエデの設定が大きく異なり、ラストも原作から変えられている。

## あらすじ
無実の罪でシャトー・ディフに20年間監禁されたエドモン・ダンテスは、壁の隙間から現れた囚人のファリア神父と出会う。過去に自分が逮捕されたいきさつをファリアに語っていくうちにダンテスは、ヴィルフォール検事をはじめフェルナン、ダングラール、カドッルスと自分の友人たちに騙されて投獄されたことを知る。やがてファリアは死に際に、かつて自分が見つけたモンテクリスト島の財宝の話をして息を引き取る。
ダンテスはファリアの遺体と自分をすり替えて脱獄に成功し、マルセイユの家に戻る。しかし、20年の間に父は亡くなり、婚約者のメルセデスはフェルナンに嫁いでいったことを知る。船乗りを利用してモンテクリスト島にたどり着き、財宝を手に入れたダンテスは、モンテクリスト伯、ブゾーリ神父、ウィルモア卿と3人の人物へと姿を変え、かつて自分を裏切った相手への復讐へと動き出す。

## キャスト
| 役名                                                                                   | 俳優                           | 日本語吹替   |
| -------------------------------------------------------------------------------------- | ------------------------------ | ------------ |
| エドモン・ダンテス モンテ・クリスト伯 ブゾーニ神父 ウィルモア卿 エドモン・ダンテスの父 | ジェラール・ドパルデュー       | 村井國夫     |
| メルセデス                                                                             | オルネラ・ムーティ             | 山像かおり   |
| フェルナン・モルセール                                                                 | ジャン・ロシュフォール         | 西沢利明     |
| ジェラール・ド・ヴィルフォール                                                         | ピエール・アルディティ         | 橋本功       |
| ダングラール                                                                           | ミシェル・オーモン             | 佐々木勝彦   |
| ファリア神父                                                                           | ジョルジュ・ムスタキ           | 小林勝彦     |
| ベルトゥッチオ                                                                         | セルジオ・ルビーニ             | 佐古正人     |
| カミーユ                                                                               | フロランス・ダレル             | 塩田朋子     |
| マクシミリアン・モレル                                                                 | クリストファー・トンプソン     | 家中宏       |
| カドッルス                                                                             | ロラン・ブランシェ             | 麦人         |
| モレル伯爵                                                                             | ジャン＝クロード・ブリアリ     | 小林恭治     |
| エルミーヌ・デ・ラ・リシャルデ                                                         | コンスタンス・エンゲルブレヒト | 一柳みる     |
| ヴァランティーヌ・ド・ヴィルフォール                                                   | ジュリー・ドパルデュー         | 名越志保     |
| エデ                                                                                   | イネス・サストレ               | 入江純       |
| アルベール                                                                             | スタニスラス・メラール         | 浪川大輔     |
| ルイジ・ヴァンパ                                                                       | マッティア・スブラジア         | 有本欽隆     |
| シモネッティ裁判官                                                                     | セルジオ・フィオレンティーニ   | 大木民夫     |
| ボーシャン                                                                             | パトリック・ブシテー           | 牛山茂       |
| 若き日のエドモン・ダンテス                                                             | ギヨーム・ドパルデュー         | みやざこ夏穂 |
| 通信局の老人                                                                           |                                | 辻村真人     |
| 配役不明                                                                               |                                | 青山穣       |